# Grčko evanđelje po Egipćanima
Grčko jevanđelje po Egipćanima je apokrifno hrišćansko evanđelje. Ono se potpuno razlikuje od pogrešno nazvanog Koptskog jevanđelja po Egipćanima. Originalno jevanđelje nije sačuvano, već je poznato samo preko pojedinih fragmenata sačuvanih kod crkvenih otaca (Klement, Hipolit, Epifanije i drugi).
Grčko evanđelje po Egipćanima je nastalo u Egiptu između 100. i 150. godine. Ono ima oblik dijaloga između Isusa i Salome, koja je ovde prikazana kao njegova bliska učenica. Isusu se ovde pripisuje zastupanje celibata, što je učenje koje su zastupali enkratiti.
Neki ranohrišćanski pisci su tumačili da pod "delima žena" podrazumeva požudu, rađanje i truljenje. Kod nekih autora je fragment prenesen u nešto drukčijem obliku: 
Isusov čuveni odgovor je odjekivao u apokrifima 2. i 3. veka. Na njega su se posebno pozivali oni hrišćani koji odbacuju brak i hvale celibat, odnosno "prihvataju seksualni asketizam kao sredstvo razbijanja smrtonosnog kruga rođenja i prevazilaženja navodne grešne razlike između muškog i ženskog, omogućavajući svim osobama povratak na ono što je shvaćeno kao njihovo iskonsko i androgeno stanje."
Među sačuvanim fragmentima Evanđelja po Egipćanima nalazi se i jedna Isusova izreku koja ima paralele u Jevanđelju po Tomi. Na Salomino pitanje kada će im stvari o kojima ga pitahu biti znane, Isus je odgovorio: 
Kada zgazite haljine stida, i kada dva postanu jedno, a muško i žensko niti muško niti žensko.

## Spoljašnje veze
- Early Christian Writings: Gospel of the Egyptians